# Liste des codes IATA des aéroports/J
Liste des codes IATA des aéroports internationaux.
Le code de deux lettres qui suit la ville est la subdivision du pays (région, État…) selon la norme ISO 3166-2.
- A
- B
- C
- D
- E
- F
- G
- H
- I
- J
- K
- L
- M
- N
- O
- P
- Q
- R
- S
- T
- U
- V
- W
- X
- Y
- Z

- Haut – JA
- JB
- JC
- JD
- JE
- JF
- JG
- JH
- JI
- JJ
- JK
- JL
- JM
- JN
- JO
- JP
- JQ
- JR
- JS
- JT
- JU
- JV
- JW
- JX
- JY
- JZ

## JA
- JAA – Aéroport de Jalalabad, Afghanistan
- JAB – Jabiru, Territoire du Nord, Australie
- JAC – Aéroport de Jackson Hole, Wyoming, États-Unis
- JAD – Aéroport de Jandakot, Australie occidentale, Australie
- JAE – Jaén, Pérou
- JAF – Aéroport de Jaffna, Sri Lanka
- JAG – Jacobabad (PAF Base Shahbaz), Pakistan
- JAH – Atlanta (Hartsfield Heliport), Géorgie, États-Unis
- JAI – Aéroport de Jaipur, Inde
- JAJ – Atlanta (Perimeter), Géorgie, États-Unis
- JAK – Aéroport de Jacmel, Haiti
- JAL – Xalapa (El Lencero), Mexique
- JAM – Yambol (Bezmer Air Base), Bulgarie
- JAN – Aéroport international Jackson-Evers, Mississippi, États-Unis
- JAO – Atlanta (Beaver Ruin), Géorgie, États-Unis
- JAP – Puntarenas (Chacarita), Costa Rica
- JAQ – Baie de Jacquinot, Papouasie-Nouvelle-Guinée
- JAR – Aéroport de Djahrom, Iran
- JAS – Comté de Jasper (Bell Field), Texas, États-Unis
- JAT – Jabat, îles Marshall
- JAU – Jauja (Francisco Carle), Pérou
- JAV – Aéroport d'Ilulissat, Groenland
- JAX – Aéroport international de Jacksonville, Floride, États-Unis

## JB
- JBA – Jember, Indonésie
- JBC – Boston (City Heliport), Massachusetts, États-Unis
- JBK – Berkeley, Californie, États-Unis
- JBP – Los Angeles (Commerce Heliport), Californie, États-Unis
- JBQ – Aéroport international Dr. Joaquin Balaguer, République Dominicaine
- JBR – Jonesboro (Municipal Airport), Arkansas, États-Unis
- JBS – São Borja, Rio Grande do Sul, Brésil
- JBT – Bethel (Seaplane Base), Alaska, États-Unis

## JC
- JCA – La Croisette (Heliport), France
- JCB – Joaçaba, Santa Catarina, Brésil
- JCC – San Francisco (Basin Heliport), Californie, États-Unis
- JCD – Frederiksted (Heliport), Îles Vierges des États-Unis, États-Unis
- JCE – Oakland (Conventions Center Heliport), Californie, États-Unis
- JCH – Qasigiannguit, Groenland
- JCI – Olathe (New Century AirCenter), Kansas, États-Unis
- JCJ – Jeju, Corée du Sud
- JCK – Julia Creek, Queensland, Australie
- JCM – Jacobina, Bahia, Brésil
- JCN – Incheon (Heliport), Corée du Sud
- JCR – Jacareacanga, Pará, Brésil
- JCT – Junction (Kimble County Airport), Texas, États-Unis
- JCX – Los Angeles (Citicorp Heliport), Californie, États-Unis
- JCY – Johnson City, Texas, États-Unis

## JD
- JDA – John Day, Oregon, États-Unis
- JDB – Dallas (Downtown Heliport), Texas, États-Unis
- JDF – Juiz de Fora, Minas Gerais, Brésil
- JDG – Seogwipo (Aéroport de Jeongseok), Corée du Sud
- JDH – Aéroport de Jodhpur, Inde
- JDM – Miami (Heliport), Floride, États-Unis
- JDN – Jordan, Montana, États-Unis
- JDO – Aéroport de Juazeiro do Norte, Ceará, Brésil
- JDP – Héliport de Paris - Issy-les-Moulineaux, France
- JDR – São João del-Rei, Minas Gerais, Brésil
- JDT – Minneapolis (Downtown Heliport), Minnesota, États-Unis
- JDX – Houston (Downtown Heliport), Texas, États-Unis
- JDY – Downey (Helistop), Californie, États-Unis
- JDZ – Aéroport de Jingdezhen Luojia, Chine

## JE
- JED – Aéroport international King Abdulaziz de Djeddah, Arabie saoudite
- JEE – Aéroport de Jérémie, Haiti
- JEF – Jefferson City, Missouri, États-Unis
- JEG – Aéroport d'Aasiaat, Egedesminde, Groenland
- JEJ – Île Jeh, Îles Marshall
- JEJ – Jeki, Zambie
- JEM – Emeryville, Californie, États-Unis
- JEQ – Jequié, Bahia, Brésil
- JER – Aéroport de Jersey, Îles Anglo-Normandes, Royaume-Uni
- JES – Jesup (Comté de Wayne), Géorgie, États-Unis

## JF
- JFK – Aéroport international John-F.-Kennedy, New York, États-Unis
- JFM – Fremantle, Australie occidentale, Australie
- JFN – Steubenville (Comté de Jefferson), Ohio, États-Unis
- JFR – Aéroport de Paamiut, Groenland

## JG
- JGA – Aéroport de Jamnagar, Inde
- JGB – Jagdalpur, Inde
- JGC – Grand Canyon (Heliport), Arizona, États-Unis
- JGD – Aéroport de Jiagedaqi, Heilongjiang, Chine
- JGE – Séoul (Geoje Heliport), Corée du Sud
- JGG – Williamsburg-Jamestown, Virginie, États-Unis
- JGL – Atlanta (Galleria Heliport), Géorgie, États-Unis
- JGN – Jiayuguan, Gansu, Chine
- JGO – Godhavn, Groenland
- JGP – Houston (Greenway Plaza Heliport), Texas, États-Unis
- JGQ – Houston (Transco Tower Heliport), Texas, États-Unis
- JGR – Grønnedal (Heliport), Groenland
- JGS – Aéroport de Jinggangshan, Jiangxi, Chine
- JGX – Los Angeles (Héliport de Sunset-Glendale), Californie, États-Unis

## JH
- JHB – Aéroport international de Senai, Johor Bahru, Malaisie
- JHC – Garden City (Island Heliport), New York, États-Unis
- JHE – Helsingborg (Heliport), Suède
- JHG – Aéroport de Xishuangbanna Gasa, Chine
- JHL - Fort MacKay (Albian Aerodrome), Alberta, Canada
- JHM – Kapalua, Hawaï, États-Unis
- JHQ – Shute Harbour, Queensland, Australie
- JHS – Sisimiut, Groenland
- JHW – Jamestown (Chautauqua County), New York, États-Unis
- JHY – Cambridge, Massachusetts, États-Unis

## JI
- JIA – Aéroport de Juína, Mato Grosso, Brésil
- JIB – Aéroport international Ambouli, Djibouti
- JIC – Jinchang, Jilin, Chine
- JID – Los Angeles (City of Industry), Californie, États-Unis
- JIJ – Djidjiga, Éthiopie
- JIK – Aéroport d'Icarie, Grèce
- JIL – Jilin, Chine
- JIM – Aéroport de Jimma, Éthiopie
- JIN – Jinja, Ouganda
- JIO – Tiakur (Jos Orno Imsula), Indonésie
- JIP – Jipijapa, Équateur
- JIQ – Qianjiang, Chongqing, Chine
- JIR – Jiri, Népal
- JIT – Kitsault, Colombie britannique, Canada
- JIU – Jiujiang, Jiangxi, Chine
- JIW – Jiwani, Pakistan

## JJ
- JJA – Jajao, Îles Salomon
- JJD – Jericoacoara, Ceará, Brésil
- JJG – Aéroport régional de Jaguaruna, Santa Catarina, Brésil
- JJI – Juanjui, Pérou
- JJM – Parc national de Meru (Mulika Lodge), Kenya
- JJN – Aéroport international de Quanzhou Jinjiang, Chine
- JJU – Qaqortoq, Groenland

## JK
- JKG – Aéroport de Jönköping, Suède
- JKH – Aéroport de l'île de Chios, Grèce
- JKL – Aérodrome de Kalymnos, Grèce
- JKR – Aéroport de Janakpur, Népal
- JKT – Aéroport de Kemayoran, Indonésie
- JKV – Jacksonville, Texas, Etats-Unis

## JL
- JLA – Cooper Landing (Quartz Creek), Alaska, États-Unis
- JLB – Long Beach (Heliport), Californie, États-Unis
- JLD – Helsingborg (Heliport de Landskrona), Suède
- JLH – Arlington Heights (Army Heliport), Illinois, États-Unis
- JLK – Lockport (Lewis University Airport), Illinois, États-Unis
- JLN – Joplin, Missouri, États-Unis
- JLO – Jesolo, Italie
- JLP – Juan-les-Pins, France
- JLR – Jabalpur, Inde
- JLR – Jales, São Paulo, Brésil
- JLX – Los Angeles (Union), Californie, États-Unis

## JM
- JMA – Houston (Marriott Astrodome Heliport), Texas, États-Unis
- JMB – Jamba, Angola
- JMC – Sausalito (Commodore Heliport), Californie, États-Unis
- JMD – Dallas (Market Center Heliport), Texas, États-Unis
- JMH – Chicago (Schaumburg Air Park), Illinois, États-Unis
- JMJ – Xian autonome lahu de Lancang, Chine
- JMK – Aéroport de l'île de Mykonos, Grèce
- JMM – Malmö (Harbour Heliport), Suède
- JMO – Aérodrome de Jomsom, Népal
- JMS – Jamestown, Dakota du Nord, États-Unis
- JMU – Jiamusi, Chine
- JMY – Freetown (Aéroport Manny Yoko), Sierra Leone

## JN
- JNA – Januária, Minas Gerais, Brésil
- JNB – Aéroport international OR Tambo, Afrique du Sud
- JNG – Aéroport de Jining Qufu, Chine
- JNI – Junín, Argentine
- JNJ – Duqm (Aéroport de Ja'Aluni), Oman
- JNN – Nanortalik, Groenland
- JNP – Newport Beach, Californie, États-Unis
- JNS – Narsaq, Groenland
- JNU – Aéroport de Juneau, Alaska, États-Unis
- JNX – Aéroport national de l'île de Naxos, Grèce
- JNZ – Jinzhou, Chine

## JO
- JOC – Comté d'Orange (Centerport Heliport), Californie, États-Unis
- JOE – Aéroport de Joensuu, Finlande
- JOG – Aéroport international de Yogyakarta, Indonésie
- JOH – Port St. Johns, Afrique du Sud
- JOI – Joinville, Santa Catarina, Brésil
- JOJ – Doris Lake, Nunavut, Canada
- JOK – Iochkar-Ola, Mari-El, Russie
- JOL – Jolo, Philippines
- JOM – Njombe, Tanzanie
- JON – Atoll Johnston, Hawaï, Etats-Unis
- JOP – Josephstaal, Papouasie-Nouvelle-Guinée
- JOR – Orange (Choc Heliport), Californie, États-Unis
- JOS – Aéroport Yakubu Gowon, Nigeria
- JOT – Joliet (Park District Airport), Illinois, États-Unis

## JP
- JPA – Aéroport international de João Pessoa, Paraíba, Brésil
- JPD – Pasadena, Californie, États-Unis
- JPJ – Paterson (Héliport Lembo), New Jersey, États-Unis
- JPN – Washington (Pentagon Heliport), District de Columbia, États-Unis
- JPR – Aéroport de Ji-Paraná, Rondônia, Brésil
- JPT – Houston (Héliport de Park Ten), Texas, États-Unis
- JPU – Paris (Héliport de la Défense), France

## JQ
- JQA – Qaarsut, Uummannaq, Groenland
- JQE – Jaqué, Panama

## JR
- JRA – New York (West 30th Street Heliport), New York, États-Unis
- JRB – New York (Downtown Heliport), New York, États-Unis
- JRC – Rochester (Charlton Bldg Heliport), Minnesota, États-Unis
- JRD – Riverside (Metro Center Heliport), Californie, États-Unis
- JRE – New York (East 60th Street Heliport), New York, États-Unis
- JRF – Kapolei, Hawaï, États-Unis
- JRG – Jharsuguda, Inde
- JRH – Jorhat, Inde
- JRK – Arsuk, Groenland
- JRN – Juruena, Mato Grosso, Brésil
- JRO – Aéroport international du Kilimandjaro, Tanzanie
- JRS – Aéroport international de Jérusalem, Israël
- JRZ – Jerez de la Frontera, Espagne

## JS
- JSA – Jaisalmer, Inde
- JSD – Startford (Héliport Sikorsky), Connecticut, États-Unis
- JSE – Juneau (Harbor Seaplane Base), Alaska, États-Unis
- JSH – Aérodrome de Sitía, Crète, Grèce
- JSI – Aéroport de Skiathos, Grèce
- JSJ – Jiansanjiang, Chine
- JSK – Djask, Iran
- JSL – Atlantic City (Taj Mahal Heliport), New Jersey, États-Unis
- JSM – José de San Martín, Argentine
- JSN – Los Angeles (Sherman Oaks Heliport), Californie, États-Unis
- JSO – Södertälje (Heliport), Suède
- JSP – Jeju (Sogwipo), Corée du Sud
- JSR – Aérodrome de Jessore, Bangladesh
- JST – Johnstown (Cambria County), Pennsylvanie, États-Unis
- JSU – Aéroport de Maniitsoq, Groenland
- JSV – Sunnyvale, Californie, États-Unis
- JSY – Aérodrome de Syros, Grèce
- JSZ – Saint-Tropez, France

## JT
- JTC – Bauru, São Paulo, Brésil
- JTI – Jataí, Goiás, Brésil
- JTO – Thousand Oaks (Science Center), Californie, États-Unis
- JTR – Aéroport de Santorin, Grèce
- JTY – Aéroport national de l’île d’Astypalée, Grèce

## JU
- JUA – Aéroport de Juara, Mato Grosso, Brésil
- JUB – Aéroport international de Djouba, Soudan du Sud
- JUC – Los Angeles (Universal Studios), Californie, États-Unis
- JUH – Chizhou/Tongling, Chine
- JUI – Juist, Allemagne
- JUJ – San Salvador de Jujuy, Argentine
- JUL – Aéroport international Inca Manco Cápac, Pérou
- JUM – Aéroport de Jumla, Népal
- JUN – Jundah, Queensland, Australie
- JUO – Juradó, Colombie
- JUP – Upland (Cable Heliport), Californie, États-Unis
- JUR – Baie Jurien, Australie occidentale, Australie
- JUT – Juticalpa, Honduras
- JUV – Aéroport d'Upernavik, Groenland
- JUY – Uyak, Alaska, États-Unis
- JUZ – Quzhou, Chine

## JV
- JVA – Aérodrome d'Ankavandra, Madagascar
- JVI – Manville (Kupper Airport), New Jersey, États-Unis
- JVL – Janesville (Rock County Airport), Wisconsin, États-Unis
- JVY – Jeffersonville (Clark County Airport), Indiana, États-Unis

## JW
- JWA – Jwaneng, Botswana
- JWC – Los Angeles (Warner Brothers), Californie, États-Unis
- JWH – Houston (Westchase Hilton Heliport), Texas, États-Unis
- JWL – Houston (The Woodlands Heliport), Texas, États-Unis
- JWN – Zandjan, Iran
- JWN – Chungju (Base aérienne de Jungwon), Corée du Sud
- JWS – New York (Wall Street Heliport), New York, États-Unis

## JX
- JXA – Jixi, Chine
- JXN – Jackson, Michigan, États-Unis

## JY
- JYD – Meridian (National Guard), Mississippi, États-Unis
- JYL – Sylvania (Plantation Airpark), Géorgie, États-Unis
- JYO – Leesburg, Virginie, États-Unis
- JYR – Djiroft, Iran
- JYV – Aéroport de Jyväskylä, Finlande

## JZ
- JZI – Charleston, Caroline du Sud, États-Unis
- JZH – Aéroport de Jiuzhai Huanglong, Chine
- JZP – Jasper (Pickens County Airport), Géorgie, États-Unis